# Hirsholmene
Hirsholmene was een parochie van de Deense Volkskerk in de Deense gemeente Frederikshavn. De parochie maakte deel uit van het bisdom Aalborg. Hirsholmene kwam overeen met het eiland Hirsholm en omliggende eilandjes die samen de Hirsholmene vormen. In het verleden woonden er zo'n 100 mensen op het eiland, tegenwoordig wordt het vrijwel alleen door toeristen bewoond. De parochie is toegevoegd aan Frederikshavn. Historisch werd de parochie ingedeeld bij de herred Horns.